# Акиев, Калык
Калы́к Аки́ев (1883, местность Кара-Ой, Пишпекский уезд, Семиреченская область, Российская империя — 3 ноября 1953, Киргизская ССР) — советский киргизский акын, комузист, актёр и сказитель; член Союза писателей СССР (с 1938 года), народный артист Киргизской ССР (с 1939 года). За заслуги в области литературы и искусства был награждён орденами Трудового Красного Знамени, «Знаком Почёта», медалью «За трудовую доблесть» и несколькими почётными грамотами Президиума Верховного Совета Киргизской ССР.
С 1931 года — артист Национального театра Кыргызстана, с 1936 года — комузист в театральном оркестре Киргизской государственной филармонии. Был в числе лучших представителей киргизского народного творчества и сыграл «значительную роль в рождении будущего театра» в республике. По мнению музыковеда Виктора Виноградова, Калык владел виртуозной техникой, исполнительским стилем яркого эстрадного и циркового профиля.

## Биография
Родился в 1883 году в местности Кара-Ой (ныне — Жумгальский район Нарынской области) в семье кузнеца-бедняка. Отец Калыка был мастером, охотником, однако всю жизнь прожил в бедности. Из-за манапов Калык переселился в Кетмен-Тюбинскую долину, в местность Чаткарагай: там он семь лет прожил с семьёй, занимаясь столярничеством и охотой. С четырнадцати лет Калык работал у баев, помогая отцу. В это же время он разучивал песни от Токтогула и Эшмамбета, и к восемнадцати годам был известен как акын. Когда Калыку исполнилось двадцать лет, он начал выступать уже самостоятельно. Вспоминая свою работу у манапов, Калык рассказывал:
Когда я запел весёлую песню, манап Торогелди закричал: «Не пой, а глотай слёзы». И он заставил меня подражать плачу вдовы, а для того, чтобы слёзы были настоящими, он избил меня... Когда я бывал голоден, манапы для своей потехи заставляли глотать, не разжёвывая, боорсак (куски печёного теста). Боорсак раздирал горло. Но каждый хочет есть....
По этому случаю Акиев сложил песню «Слёзы». По его словам, после боорсака его голос, который раньше звучал «тонко как сурнай», стал грубеть и приобрёл хрипоту. После того как Калык получил свои первые деньги на чапан, он столкнулся с местным манапом, который начал его оскорблять: «Ты певец-собака, а оделся, как манапский сын!» Его одежду сожгли. Оставшись в одних лохмотьях, акын решился на побег в горы. Калыку, преодолевавшему перевал Кобак на коне и с подаренным ему соколом, на пути попался манап Худайберген. Он забрал у Калыка сокола, оторвал птице шею, растоптал комуз и забрал коня, оставив только седло. Такая жизнь повлияла на дальнейшее творчество акына. Темы нищеты и социальной несправедливости нашли отражение в его песнях «Жизнь, прожитая в трущобах» и «В доме Чыйбыла».
В родовой борьбе один из манапов заставил Калыка сочинить песню против своего соперника Байгазы, однако в той борьбе последний победил. После этого манап-победитель, подкупив царского судью, добился у него вынесения приговора Калыку в виде трёх лет тюрьмы. Тогда Акиев бежал из аила; в скитаниях он встретил вернувшегося из сибирской каторги Токтогула Сатылганова и выучился у него мастерству импровизации. С ним он объездил Кетмен-Тюбинскую, Андижанскую, Таласскую, Чуйскую долины. Они также вместе участвовали в айтышах, о чём Калык рассказал в записанных фольклористами стихотворениях в форме диалога: «Приветствие» (кирг. «Саламдашуу»), «Песня, исполненная у Карымшакова» (кирг. «Карымшактыкындагы ыр»), «На стороне андижанцев» (кирг. «Анжиян тарабында»), «Прощание» (кирг. «Коштошуу»), «Садовник Кебекчи» (кирг. «Бакчы дыйкан Кебекчи»). Акиев, как и Токтогул, пел о тяжёлой жизни бедняков. Когда Токтогула арестовали и посадили в наманганскую тюрьму, Калык и другие его ученики ездили по аилам и собирали средства для его освобождения. Акиев хранил в своей памяти многие произведения своего учителя, в том числе целый ряд его песен и дастанов.
Октябрьская революция была воспринята акыном положительно: он слагал песни, в которых славил революцию, разъезжал по аилам, исполняя свои произведения перед публикой. Осенью 1931 года Наркомпрос обратился во все местные отделы народного образования с предложением выявить лучших певцов, музыкантов и манасчи, чтобы направить их в Национальный театр Кыргызстана, — после обращения Калык Акиев вошёл в состав коллектива театра. В 1932 году начал совмещать службу в театре с работой на радио. Там он занимался отбором исполнителей для эфира, составлял концертные программы и привлекал к совместной работе музыкальные коллективы и отдельных музыкантов.
В 1936 году он перешёл в Кыргызгосфилармонию, где выступал комузистом в театральном оркестре под руководством советского композитора и дирижёра П. Ф. Шубина, тем самым став одним из первых оркестрантов в республике. Под наставничеством Шубина Калык Акиев изучал нотную грамоту, сольфеджио, теорию музыки и знакомился с классической музыкой. В том же 1936 году он отправился на Всесоюзную олимпиаду народного музыкального творчества, и в 1939 году стал участником первой Декады киргизского искусства в Москве. В 1938 году был принят в Союз советских писателей, спустя год получил звание народного артиста Киргизской ССР. В предвоенные году Калык приостановил артистическую деятельность из-за болезни горла: он уехал в Жумгальский район, где начал писать автобиографический очерк, изданный уже после смерти акына. В годы Великой Отечественной войны работал в Радиокомитете Киргизской ССР совместно с журналистом Владимиром Светличным.
Скончался 3 ноября 1953 года.

## Творчество и наследие
Речитатив Калыка был какой-то размашистый, динамичный, вращался в пределах более широкого диапазона, чем у Алымкула... Импровизировал он легко, без заминок и, видимо, очень складно. Однако по сравнению с Алымкулом он в меньшей мере придерживался норм акынского песнетворчества, иногда тяготел к распевности, песенным структурам.
Калык Акиев изучил арабское письмо, затем латинский алфавит. По его словам, он впервые взял перо в сорок пять лет и самостоятельно записал все свои стихи; в 1930-е годы были изданы три его поэтических сборника. С 1936 года стихотворения и песни Акиева начали появляться на страницах республиканской печати, в этом же году Киргизское государственное издательство издало первый сборник «Стихотворения Калыка». В 1937 году вышел второй сборник произведений акына, в мае того же года в газете «Советская Киргизия» было опубликовано его стихотворение «Письмо братьям», обращённое к народу Испании. В 1938 году был издан напетый им эпос «Курманбек». Со слов Калыка Акиева были записаны и изданы народная сказка «Голодный волк», эпические поэмы «Курманбек» (1938) и «Джаныш-Байыш» (1939). В 1939 году, после участия в первой Декаде киргизского искусства, он написал две песни — «Песню о Москве» (кирг. «Москва жөнүндө ыр») и «Поразителен город Москва» (кирг. «Москва шаарына тан калдым»). В 1940 году вышли в свет книги акына «Бессмертный герой», «Стихи и поэмы». Во время Великой Отечественной войны Калык написал песни «Герою Панфилову» (кирг. «Панфилов баатырга») и «Великая победа» (кирг. «Улуу жениш»).
Калык Акиев работал и в комическом жанре — он разыгрывал на сцене Кыргызского национального театра сценку поэтического состязания двух акынов: исследователи отмечали наличие тогда у Акиева живой мимики и сползающей с головы шапки, навязчивое повторение одного стандартного мотива помогло певцу образно передавать растерянность и беспомощность акына, терпящего поражения. По признанию первого министра культуры Киргизской ССР Абдыкаира Казакбаева, Калык Акиев был в числе лучших представителей киргизского народного творчества, которые сыграли «значительную роль в рождении будущего театра» в республике. По мнению музыковеда и фольклориста Виктора Виноградова, Калык владел виртуозной техникой, исполнительским стилем яркого эстрадного и циркового профиля, входил в национально-самобытную колею комузистов, обладающих «высокими художественными особенностями». По его словам, отмеченное в Калыке Акиеве тяготение к мелодизму проявлялось у него на каденциях, вставных слогах и звуках, где он прибегал к опеванию тона. Приём вокализации от Атая Огонбаева часто был в его отыгрышах, когда он тихим голосом дублировал мелодию комуза.
Исследователи относят Калыка Акиева и Алымкула Усенбаева к лучшим представителям акынов, и секрет их популярности был в том, что они были близки к народу. Акын черпал вдохновение не только из событий, которые происходили вокруг него, но и из фольклора. Исследователи отметили у акына феноменальную память, в которой хранились сказания, былины и песни. Оба акына вели работу, представляющую, по мнению исследователей, «большую научную ценность»: записи эпических сказаний, спасение от забвения образцов киргизского народного творчества. В конце 1930-х годов Калык Акиев с Алымкулом Усенбаевым начали собирать произведения анонимных певцов прошлого и записали около пятидесяти тысяч стихотворных строк. Результатом проделанной работы стали изданные былины: «Сарынжи», «Курмамбек», «Джаныш и Баиш», «Ходжоджаш», «Олжобай и Кишимжан» и поэма Токтогула Сатылганова «Кедейхан». Калыком также были сделаны записи поэм «Карагул ботом», «Карач дөө», «Ак Мөөр» и «Өмүр жана Болот». До современников же дошла единственная лирическая песня Калыка «Акишим», записанная в исполнении Эстебесса Турсуналиева.
В годы Великой Отечественной войны Акиев своими песнями вдохновлял киргизский народ на борьбу с немецко-фашистскими оккупантами, призывал к труду и поддерживал. В послевоенное время Калык Акиев слагал много песен, прославляющих труд и Советский Киргизстан. После смерти Токтогула Акиев много творческих сил отдал сбору поэтического наследия своего учителя, стал продолжателем его творческих традиций. Как отметили исследователи, творчество Калыка Акиева (и других последователей Токтогула) стало частью киргизской советской литературы и внесло вклад в киргизскую поэзию. Акиев существенно повлиял на творчество Осмонкула Болебалаева, которого обучал певческому искусству и с которым выступал с 1918 года. Одно из выступлений было посвящено годовщине образования Киргизской автономной области. Также оказал влияние на Токтоналы Шабданбаева, Исмаила Борончиева и Абдрашита Бердибаева.

## Общественная деятельность
Калык активно участвовал в общественной жизни, работал председателем сельсовета, исполнителем на торжестве союза «Кошчи», где был акыном-глашатаем (жарчы) и исполнял приветственные песни «саламдашуу ыры» и «куттуктоо ыры». В 1919 году он стал делегатом проходившего в городе Верный съезда Советов Семиреченской области, где исполнил песню «Поздравление на съезде». Калык помогал детям, оказавшимся в трудном положении, в особенности сиротам — так, он организовал школу, которая просуществовала до 1985 года. Доктор педагогических наук М. Р. Рахимова писала: «Он призывал детей к воспитанию не только своими произведениями, но и на практике воспитал и вырастил 12 сирот, дал им образование». Был также отмечен его вклад в становление этнопедагогического этапа социальной педагогики.

## Память
В 2011 году в Бишкеке, на пересечении улицы К. Акиева и проспекта Чуй, был установлен памятник в честь Калыка Акиева. В 2013 году в Национальной библиотеке Кыргызстана состоялось открытие книжно-иллюстративной выставки, посвящённой 130-летию со дня рождения Калыка Акиева. В том же году прошла выставка, посвящённая творчеству акына, и в Киргизском государственном историческом музее. В 2018 году в Нацбиблиотеке Кыргызстана прошла очередная выставка, посвящённая творчеству Калыка Акиева. В Бишкеке есть улица, названная его именем.

## Награды
- Орден Трудового Красного Знамени[15];
- Орден «Знак Почёта» (31.01.1939)[15][38];
- Медаль «За трудовую доблесть»[15];
- Несколько Почётных грамот Президиума Верховного Совета Киргизской ССР[15];
- Народный артист Киргизской ССР (1939)[15].